# Jean Égreteaud

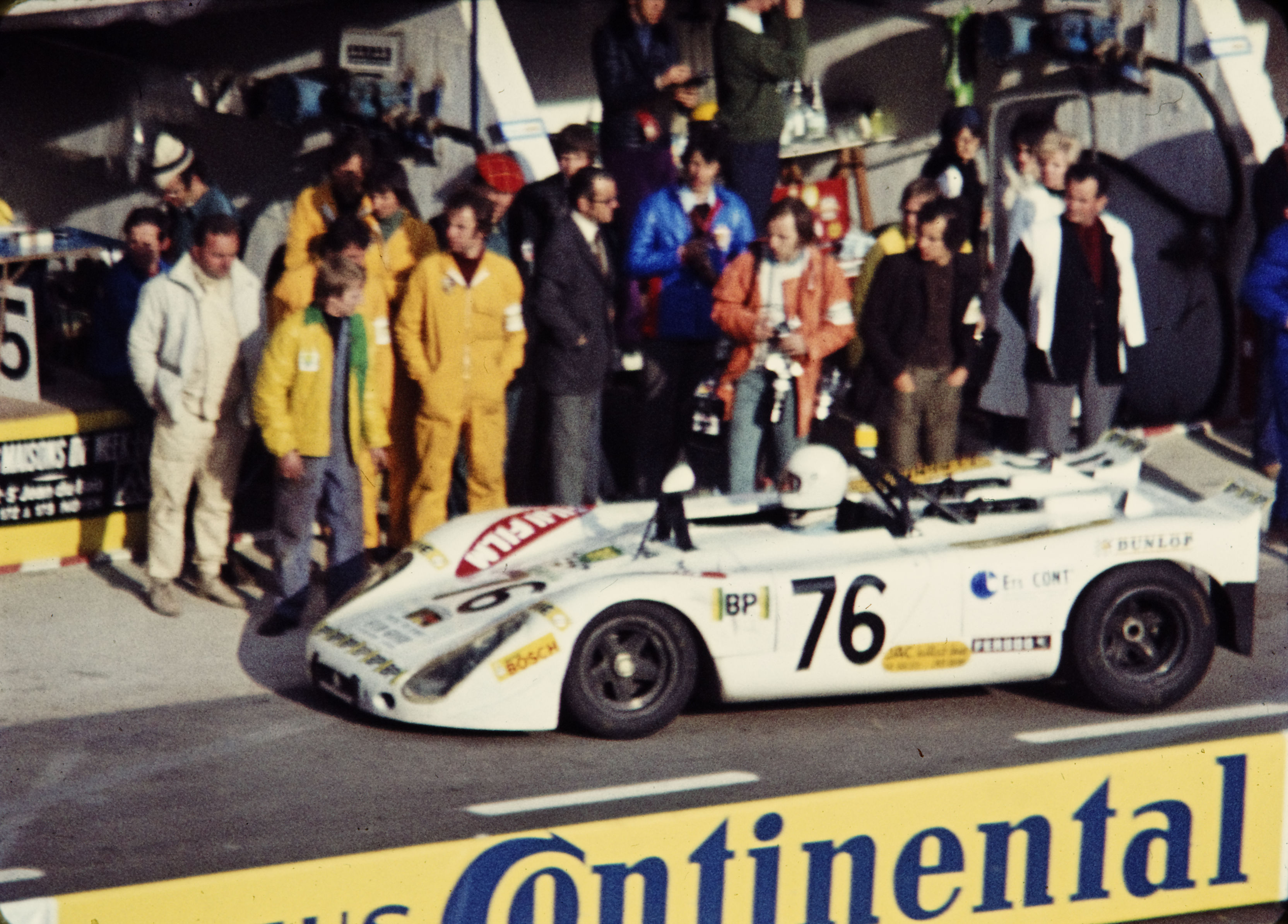
Der von Jean Égreteaud für Jean-Claude Lagniez und Raymond Touroul gemeldete Porsche 908/2 beim 24-Stunden-Rennen von Le Mans 1972

Jean Égreteaud (* 15. Februar 1937) ist ein ehemaliger französischer Autorennfahrer.

## Karriere
Égreteaud war in den 1960er- und 1970er-Jahren als Privatfahrer mit Rennfahrzeugen der Marke Porsche aktiv. Er startete in der französischen GT-Meisterschaft und fuhr in der GT-Klasse auch Rennen in der Sportwagen-Weltmeisterschaft. Viermal war er als Fahrer beim 24-Stunden-Rennen von Le Mans am Start. Sein Debüt gab er 1969 auf einem Porsche 911T gemeinsam mit seinem Landsmann Raymond Lopez. Der Einsatz endete nach einem Unfall vorzeitig. Es folgten drei weitere Rennen, die alle mit Ausfällen endeten. 
Mehrmals war er auch bei der Tour de France für Automobile am Start. Seine beste Platzierung war der fünfte Gesamtrang 1969.

## Statistik

### Le-Mans-Ergebnisse
| Jahr | Team           | Fahrzeug                | Teamkollege          | Platzierung | Ausfallgrund     |
| ---- | -------------- | ----------------------- | -------------------- | ----------- | ---------------- |
| 1969 | Jean Égreteaud | Porsche 911T            | Raymond Lopez        | Ausfall     | Unfall           |
| 1970 | Jean Égreteaud | Porsche 911S            | Jean Mésange         | Ausfall     | Motorschaden     |
| 1971 | Jean Égreteaud | Porsche 911S            | Jean-Marie Jacquemin | Ausfall     | Motorschaden     |
| 1973 | Jean Égreteaud | Porsche 911 Carrera RSR | Jean-Claude Lagniez  | Ausfall     | Kraftübertragung |